# Esqueleto apendicular
El esqueleto corporal se divide en dos partes: el esqueleto axial y el esqueleto apendicular. Se designa, sobre los 206 huesos que compone el cuerpo humano, los 126 que forman los miembros inferiores y superiores así como las cinturas óseas (huesos de los hombros, de la cintura escapular y de las caderas o cintura pelviana). Está formado por las clavículas, los omóplatos (o escápulas), los húmeros, radios, cúbitos (ulnas), todos los huesos del carpo (manos y muñecas), los huesos ilíacos, el fémur, la tibia, el peroné (fíbula) y todos los huesos del tobillo y del pie. Todos estos huesos son bilaterales (los encontramos tanto en la parte derecha como en la izquierda del cuerpo).

## Función
La función principal del esqueleto apendicular es el movimiento. Sus partes principales son los brazos, las partes de los hombros y las piernas que están conectadas al cuerpo por la pelvis.

## Esqueleto Apendicular
Esqueleto apendicular: 126 huesos
Extremidades superiores.
- 2 clavículas y 2 omóplatos.
- 2 húmeros
- 2 cúbitos y 2 radios
- Mano:
  - Carpo (muñeca): 16
  - Metacarpo (mano): 10
  - Falanges (dedos) : 28

Extremidades inferiores.
- 2 coxales.
- 2 fémures.
- 2 peronés y 2 tibias.
- 2 rótulas.
- Pie:
  - Tarso: 14
  - Metatarso: 10
  - Falanges: 28